# Волья (приток Северной Сосьвы)
Волья (устар. Воль-Я) — река в Берёзовском районе Ханты-Мансийского автономного округа России. Устье реки находится в 448 км от устья Северной Сосьвы по левому берегу. Длина реки составляет 226 км, площадь водосборного бассейна — 6150 км².

## Притоки
(указано расстояние от устья)
- 13 км: Усынья
- 24 км: Северная Ялбынъя
- 52 км: Томынгъя
- 72 км: Суртынья
- 81 км: Мапсъя
- 83 км: Улангъя
- 103 км: Толья
- 110 км: Нанкъя
- 120 км: Яныманья
- 130 км: Талтма
- 121 км: Маньманья
- 141 км: Семылья

## Данные водного реестра
По данным государственного водного реестра России относится к Нижнеобскому бассейновому округу, водохозяйственный участок реки — Северная Сосьва, речной подбассейн реки — Северная Сосьва. Речной бассейн реки — (Нижняя) Обь от впадения Иртыша.